# Flatoidinus monae
Flatoidinus monae är en insektsart som beskrevs av Ronald Gordon Fennah 1965. Flatoidinus monae ingår i släktet Flatoidinus och familjen Flatidae. Inga underarter finns listade i Catalogue of Life.